# Eophona
Eophona – rodzaj ptaków z rodziny łuszczakowatych (Fringillidae).

## Występowanie
Rodzaj obejmuje gatunki występujące w Azji.

## Morfologia
Długość ciała 15–23 cm, masa ciała 40–99 g.

## Systematyka

### Etymologia
Nazwa rodzajowa jest połączeniem słów z języka greckiego: εως eōs lub ηως ēōs – „świt” oraz φωνη phōnē – „dźwięk, płacz” (φωνεω phōneō – „mówić” (por. φωνος phōnos – „głośnomówiący”)). Gwiżdżący śpiew grubodzioba chińskiego najczęściej słychać o świcie.

### Gatunek typowy
Loxia melanura Gmelin, 1789 = Eophona melanura sowerbyi Riley, 1915

### Podział systematyczny
Do rodzaju należą następujące gatunki:
- Eophona migratoria E. Hartert, 1903 – grubodziób chiński
- Eophona personata (Temminck & Schlegel, 1845) – grubodziób japoński